# Petr Vakoč
Petr Vakoč (ur. 11 lipca 1992 w Pradze) – czeski kolarz szosowy.

## Najważniejsze osiągnięcia
2010
- 2. miejsce w Tour du Pays de Vaud
  - 1. miejsce na 3. etapie
- 3. miejsce w mistrzostwach Czech juniorów (start wspólny)

2011
- 1. miejsce w mistrzostwach Czech do lat 23 (jazda ind. na czas)

2013
- 1. miejsce w Okolo Slovenska
  - 1. miejsce w klasyfikacji młodzieżowej
- 1. miejsce w Vuelta a la Comunidad de Madrid do lat 23
  - 1. miejsce na 1. etapie
  - 1. miejsce w klasyfikacji punktowej
- 1. miejsce w wyścigu Grand Prix Kralovehradeckeho kraje
- 2. miejsce w mistrzostwach Europy do lat 23 (start wspólny)
- 3. miejsce na mistrzostwach Czech do lat 23 (jazda ind. na czas)
- 4. miejsce w wyścigu Czech Cycling Tour
  - 1. miejsce na 4. etapie
  - 1. miejsce w klasyfikacji punktowej

2014
- 10. miejsce w Tour de Pologne
  - 1. miejsce na 2. etapie
  -  koszulka lidera przez 4 etapy
- 2. miejsce w mistrzostwach Czech (jazda ind. na czas)
- 2. miejsce w mistrzostwach Czech (start wspólny)

2015
- 3. miejsce w igrzyskach europejskich (start wspólny)
- 3. miejsce w mistrzostwach Czech (jazda ind. na czas)
- 1. miejsce w mistrzostwach Czech (start wspólny)
- 1. miejsce w Czech Cycling Tour
  - 1. miejsce na 1. etapie
- 1. miejsce na 2. etapie Tour of Britain

2016
- 2. miejsce w Tour de La Provence
- 1. miejsce w Classic de l’Ardèche
- 1. miejsce w La Drôme Classic
- 5. miejsce w Strade Bianche
- 1. miejsce w Brabantse Pijl
- 3. miejsce w mistrzostwach Czech (jazda ind. na czas)
- 2. miejsce w Grand Prix de Wallonie

2017
- 2. miejsce w Brabantse Pijl
- 2. miejsce w mistrzostwach Czech (jazda ind. na czas)
- 3. miejsce w mistrzostwach Czech (start wspólny)

2019
- 1. miejsce na 2. etapie Hammer Stavanger
- 3. miejsce w mistrzostwach Czech (jazda ind. na czas)
- 3. miejsce w mistrzostwach Czech (start wspólny)

2020
- 3. miejsce w mistrzostwach Czech (start wspólny)